# Chytranthus edulis
Chytranthus edulis är en kinesträdsväxtart som beskrevs av Jean Baptiste Louis Pierre. Chytranthus edulis ingår i släktet Chytranthus och familjen kinesträdsväxter. Inga underarter finns listade i Catalogue of Life.